# 石成友通
石成 友通（いわなり ともみち）は、戦国時代から安土桃山時代にかけての武将。三好氏の家臣で、三好三人衆の1人。姓は岩成とも書かれる。元亀元年（1570年）から長信の名乗りを使用した。
三好長慶の奉行人として頭角を現し、三好政権の中枢を占めるに至った。三好政権における出世頭ともいえる人物である。

## 生涯

### 出自
友通の出自は不明とされる。室町時代の多くを通じて細川氏の支配下であった大和国石上神社の摂社に「石成神社」（山辺郡石成郷）があることから、大和出身ではないかという見解がある他、備後国品治郡石成郷といった地名があることから、それらの土地の土豪との関係を推察されることが多い。『史略名称訓義』には「岩成古〔原文ママ〕通」に註して「主税助と号、種成と名く、備後国岩成荘住人岩成蔵人正辰の男」と記される。また、京都郊外の西九条の下司を務めていたが、やがて三好氏に臣従したともされ、『東寺百合文書』所収の三好元長の家臣・塩田胤光が発給した文書（享禄年間のものと推定）に「岩成」の名字が見える他、同文書のうち永正13年（1516年）付の書状には、下司の「岩成」が西九条の荘園を押領したとする記述がある。今谷明は「阿波出身でないのは確実」と断言しており、いずれにしても、松永久秀と同様に畿内で登用されたと思われる。

### 三好氏の重臣として
史料における初見は天文19年（1550年）であり、北野社の大工職の相論において、照会の役を務めていることが確認される。
天文20年（1551年）11月、堺で開かれた天王寺屋の津田宗達（津田宗及の父）の茶会に出席している。その後は三好長慶の下で奉行衆として仕えた。
永禄元年（1558年）、将軍山城の占拠に参戦（北白川の戦い）しており、この従軍が軍事行動における友通の初見とされる。
永禄5年（1562年）、六角義賢が京に侵入した時は、室町幕府13代将軍・足利義輝の警護を行った。
永禄7年（1564年）、長慶が死去すると、三好三人衆の1人（他の2人は三好長逸、三好宗渭）として、甥の三好義継の後見役を務めた。
永禄8年（1565年）、足利義輝を殺害（永禄の変）をしたのを初め、他の三人衆と行動を共にし、松永久秀や畠山高政としばしば戦った。
永禄9年（1566年）、土豪の中沢満房、革嶋一宣らの立て籠もった山城国勝竜寺城を攻め落とすと、友通は敵対した土豪達を厳しく追及、革嶋一族を始め多くの土豪を追い出し、手に入れた土地の多くを新しい領主に与えた。同時に勝竜寺城を居城とし、山城西部の西岡を支配した。これは、勝竜寺城を拠点に西岡地区に新たな支配を確立させようとする、斬新な手法であると評価される。また、勝竜寺城も、戦の際に土豪が立て籠もる施設程度であったものが、友通が入城・整備して拠点とすることで、土豪をまとめ上げる政権の拠点として生まれ変わった。友通はそうした点から、勝竜寺城の「最初の城主」とも評される。
永禄10年（1567年）、1万の軍勢を率いて池田勝正と共に大和東大寺で久秀と対陣したが、久秀の奇襲を受けて敗北（東大寺大仏殿の戦い）。
永禄11年（1568年）、織田信長が上洛してくると、三好長逸、三好宗渭、篠原長房らと連携し、それまで敵対していた六角義賢と手を組んで強く抵抗したが、守城の勝竜寺城を攻撃され退去した（勝竜寺城の戦い）。しかしこの際、他の畿内の城が抵抗らしい抵抗もせずに降伏してゆく中、友通の籠る勝竜寺城と池田勝正が籠る摂津国池田城だけは強硬に抵抗した。これは、友通による支配が一定の奏功をし、土豪達が彼の下に結束していた証とされる。敗退の推移について、『多聞院日記』『言継卿記』によれば、永禄11年9月27日に友通は信長に抵抗して勝竜寺城へ籠城したとあるが、9月29日には落城している。言継卿記の翌永禄12年（1569年）の1月8日の記述によれば、勝竜寺城には細川藤孝が入城している。友通が勝竜寺城主であったこの時期には、光源院から勝竜寺城主である友通に礼物が送られていたことが「光源院文書」から判明しているが、9月21日とあるだけで年月は未詳となっている。永禄12年1月に信長の庇護下にあった義輝の弟・足利義昭の宿所を襲撃しているが撃退された（本圀寺の変）。

### 最期
この後、信長に臣従し、信長から細川藤孝宛ての書状で「表裏なき仁」などと書かれるなど信頼関係が築かれたようだが、後に将軍・義昭が各地の大名に指令を送り信長に敵対すると（信長包囲網）、これに反応して信長に再び対立姿勢を打ち出した。
天正元年（1573年）、信長の命を受けた三淵藤英・細川藤孝らの軍勢に山城淀城を攻められて奮戦したものの、内通していた味方（番頭大炊頭義元、諏訪飛騨守三將）の裏切りに遭い敵中に孤立し、藤孝の家臣の下津権内（おりつ ごんない）と組み合いとなり堀に落下、水中で討ち取られ戦死した（第二次淀古城の戦い）。享年は詳らかでないが、今谷明は43歳と推定している。また、友通と併せて、石成方の軍勢340名が戦死した。
三好長逸は行方不明となり、三好宗渭は既に死去していた。結果、三好三人衆は完全に崩壊した。

## 文芸における石成友通
慶応3年（1867年）、落合芳幾によって描かれた揃物の浮世絵『太平記英雄伝』に友通の姿がある。『太平記英雄伝』は戦国時代に活躍した武将たちを題材にした作品で、そこに付けられた友通の紹介文には、将軍・義輝を三好政康や松永久秀と共に殺害し、信長に降伏した後、再度蜂起し細川藤孝の家臣に討たれたなどのことが書かれている。しかし、居城が「青竜寺城」になっていたり、討ち取った武者が「津川権平」という名前になっていたりと誤謬が多く、名前も「岩成主税助左道（すけみち）」と表記されている。
しかしながら、三好三人衆を題材とした絵画は非常に貴重である。この浮世絵における友通は荒々しい髭を蓄え、敵を組み伏せている武者として描かれており、これは作者の想像に過ぎないものの、江戸時代末期における石成友通に対する世間のイメージが反映されていると評されている。

## 宗教・信仰
ルイス・フロイスの『日本史』において、友通は三好釣閑斎宗渭と共に「神の掟の敵」と呼ばれている。「教会の友人」とフロイスから呼ばれ、キリスト教に対して理解を示した三好長逸と異なり、友通はあまりキリスト教に寛容ではなかった。